# Comuna Mîkulînți, Litîn
Mîkulînți (în ucraineană Микулинці) este o comună în raionul Litîn, regiunea Vinnița, Ucraina, formată din satele Mîkulînți (reședința) și Rijok.

## Demografie
Componența lingvistică a satului Mîkulînți
     Ucraineană (98,84%)
     Alte limbi (1,16%)
Conform recensământului din 2001, majoritatea populației satului Mîkulînți era vorbitoare de ucraineană (98,84%), existând în minoritate și vorbitori de alte limbi.